# Дмитриев, Андрей Вячеславович
Андрей Вячеславович Дмитриев (род. 25 марта 1957, Ленинград, РСФСР, СССР) — российский дизайнер, декоратор и архитектор. Работал в России, Италии, Голландии и Англии. Статьи о Дмитриеве были опубликованы в таких знаменитых журналах, как New York Times, World of Interiors, Architectual Digest, Salon и AD Italia.

## Биография
Родился 25 марта 1957 года в Ленинграде. Является внуком известного советского пианиста Павла Серебрякова. Закончил французское отделение филологического факультета Ленинградского университета. Работал в секции автоспорта Лесотехнической Академии. Некоторое время жил в Амстердаме, затем переехал обратно в Петербург. Профессионально начал заниматься дизайном интерьеров в 90 годы. Владел антикварными магазинами в Амстердаме и Флоренции. Среди известных проектов — Старое Кафе, Ресторан Ресторан, Bellini, Il Palazzo, Makiкафе и Фонтанка 8.В 2003 году отвечал за оформление русского павильона книжной ярмарки во Франкфурте. В 2004 оформил сборник стихов поэта Андрея Родионова «Пельмени устрицы». В 2005 участвовал в жюри, на премии Национальный бестселлер.
Среди людей, повлиявших на него, называет Ролана Барта, Бодрийяра и Лотмана, художников Давида Штернберга, Шардена и Питера Класса, а также американского фотографа Дебору Турбевилль. Положительно отзывается о таких дизайнерах, как Жак Гарсиа, Аксель Ферфорд, Альберто Пинто и Жак Гранж. Свободно владеет английским, итальянским и французским языками. Кроме того, содержит коллекцию картин ленинградских новых художников и некрореалистов, таких как Тимур Новиков, Иван Сотников, Андрей Крисанов и Олег Котельников.
На данный момент, живет с семьей в Италии.